# Wairoa
Pour les articles homonymes, voir Wairoa (homonymie).
Wairoa est une ville de la région de Hawke's Bay, sur l'île du Nord de la Nouvelle-Zélande. 

## Situation
C'est la ville la plus septentrionale de Hawke's Bay, située sur la côte nord de la baie à l'embouchure du fleuve Wairoa, à l'ouest de la péninsule de Māhia.
Elle est à 70 km au nord-est de Napier et environ 70 km au sud-ouest de Gisborne.

## Toponymie
Le premier nom de Wairoa était Clyde, mais celui-ci sera changé pour éviter la confusion avec Clive près de Napier, et Clyde, dans l'île du Sud.

## Histoire
Les premiers colons de la région sont marchands (surtout de phormium) ou gèrent un poste de chasse à la baleine. 
La ville croît en importance pendant les guerres maories, pendant lesquelles elle abrite une garnison.

## Gouvernance
Elle est le siège du Conseil du district de Wairoa, qui s'étend sur la moitié nord de la côte de la baie, de la péninsule Mahia au lac Waikaremoana, et au sud jusqu'à l'embouchure du fleuve Waikare.

## Population
Le district s'étend sur 4 119,18 km2 et comptait 8 484 habitants lors du recensement de 2006 ; environ la moitié de la population habite Wairoa.

## Personnalités
Dudley Storey (1939-2017), champion olympique et entraîneur de l'équipe nationale d'aviron, est né à Wairoa.